# 1407年
| 千纪： | 2千纪 |
| 世纪： | 14世纪 \| 15世纪 \| 16世纪                                                                                 |
| 年代： | 1370年代 \| 1380年代 \| 1390年代 \| 1400年代 \| 1410年代 \| 1420年代 \| 1430年代                           |
| 年份： | 1402年 \| 1403年 \| 1404年 \| 1405年 \| 1406年 \| 1407年 \| 1408年 \| 1409年 \| 1410年 \| 1411年 \| 1412年 |
| 纪年： | 丁亥年（猪年）；明永乐五年；越南開大五年，兴庆元年；日本應永十四年                                         |

## 大事记
- 亚洲
  - 明朝攻滅越南胡朝，置交趾承宣布政使司，開始安南屬明時期直到1427年。
  - 明朝设旧港宣慰司。
  - 明成祖诏封古里王敕书和诰命银印，各头目接受升赏品级冠服；郑和还在古里立石碑亭纪念。
  - 第一次下西洋的鄭和寶船艦隊把在東南亞流竄的海盜陳祖義押送至明朝北京受審，當眾將陳祖義斬首示眾。
  - 10月13日，郑和第二次下西洋出发，其后到達汶萊、泰國、柬埔寨、印度等地，在錫蘭山迎請佛牙，隨船帶回，1409年回国。
  - 勃固王朝軍隊將阿瓦王朝軍隊隊逐出了朗耶德王國（英语：Launggyet），並與撣族邦登尼建立了對抗阿瓦王朝的同盟。
- 欧洲
  - 勃艮第公爵無畏的約翰派人刺殺奧爾良公爵路易一世，此後無畏的約翰成為法國的攝政直到1413年，法蘭西王室分裂為奧爾良─阿馬尼亞克派與勃艮第派互相對立，爆發阿馬尼亞克派與勃艮第派內戰，這場內戰癱瘓了法蘭西宮廷十數年，也導致了英格蘭再次入侵。
  - 最早的銀行於義大利威尼斯成立。

## 逝世
- 8月6日——仁孝文皇后，徐姓，明成祖朱棣嫡后，濠州鍺離永豐鄉（今安徽鳳陽東北）人，明朝開國功臣徐達之嫡長女。
- 11月19日——韩宪王朱松（1380年出生）
- 陳祖義，元末明初的一位海盜集團之首領。